# 乌什河畔沃拉尔
乌什河畔沃拉尔（法語：Velars-sur-Ouche，法語發音：[vəlaʁ syʁ uʃ]）是法国科多尔省的一个市镇，位于该省中部，乌什河畔，属于第戎区和乌什河与山岳市镇公共社区。

## 地理
乌什河畔沃拉尔（47°19'14"N, 4°54'17"E）面积12.13 平方千米，位于法国勃艮第-弗朗什-孔泰大區科多尔省，该省份为法国中东部省份，北起奥布省，西接涅夫勒省和约讷省，南至索恩-卢瓦尔省，东南接汝拉省，东临上索恩省，东北部与上马恩省接壤。
与乌什河畔沃拉尔接壤的市镇（或旧市镇、城区）包括：普隆比耶尔莱第戎、科尔塞勒莱蒙、弗拉维涅罗、乌什河畔弗勒雷、朗特奈、瓦尔福雷。

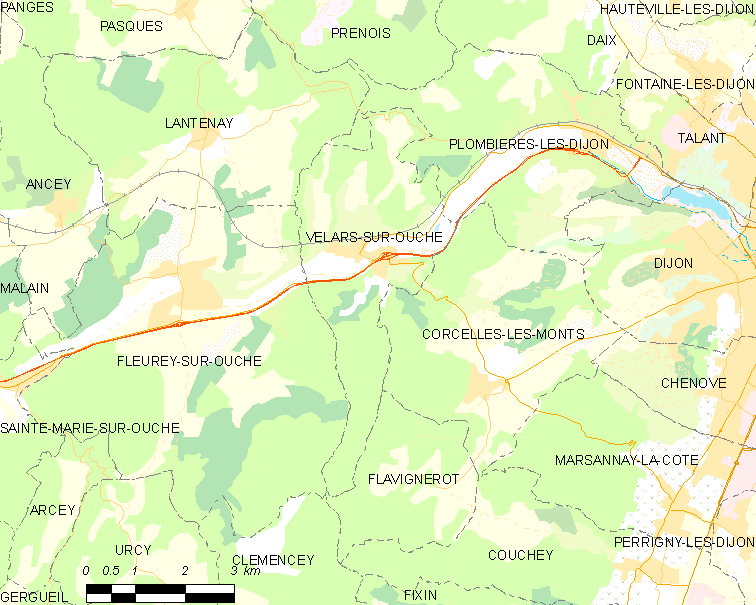
乌什河畔沃拉尔的OSM定位图

乌什河畔沃拉尔的时区为UTC+01:00、UTC+02:00（夏令时）。

## 行政
乌什河畔沃拉尔的邮政编码为21370，INSEE市镇编码为21661。

## 政治
乌什河畔沃拉尔所属的省级选区为塔朗县。

## 人口

1962-2008年间乌什河畔沃拉尔人口变化图示

乌什河畔沃拉尔于2022年1月1日时的人口数量为1829人。